# Glypta victoriana
Glypta victoriana är en stekelart som beskrevs av Dasch 1988. Glypta victoriana ingår i släktet Glypta och familjen brokparasitsteklar. Inga underarter finns listade i Catalogue of Life.